# Völklingen
Völklingen je město v německé spolkové zemi Sársko. Leží na řece Sáře mezi Saarbrückenem a francouzskou hranicí. Ve Völklingenu žije přibližně 42 tisíc obyvatel a je čtvrtým největším městem Sárska. Je rozdělen na deset obvodů: Völklingen (Innenstadt), Fenne, Fürstenhausen, Geislautern, Heidstock, Lauterbach, Ludweiler, Luisenthal, Röchlinghöhe a Wehrden.
Žili zde již Keltové, v roce 822 je sídlo uvedeno pod názvem Fulcolingas. V roce 1566 zde vypuklo selské povstání. Původní vesnice rostla v devatenáctém století díky průmyslu a v roce 1937 získala městská práva. 
Město je střediskem těžkého průmyslu, sídlí zde firma Saarstahl. První železářský podnik zde založili bratři Röhlingové v roce 1873 a areál hutí o rozloze šest hektarů zařadilo UNESCO jako ukázku industriální architektury na seznam Světového dědictví. Dalšími památkami jsou katolický kostel sv. Eligia, evangelický kostel smíření a hugenotský kostel v Ludweileru.
Od roku 2001 pořádá Völklingen spolu s francouzským Forbachem mezinárodní varhanní festival.
Město je sídlem fotbalového klubu SV Röchling Völklingen.

## Partnerská města
- Les Lilas (Francie)